# SofTech
SofTech, Inc. was een Amerikaans softwarebedrijf uit Lowell (Massachusetts). Het bedrijf was in de jaren zeventig een belangrijke leverancier van software-engineeringtools en -oplossingen, evenals van Product Lifecycle Management, Product Data Management en CAD/CAM-oplossingen. SofTech werd in 1969 opgericht door Douglas T. Ross en werd in 2016 overgenomen door Essig PLM.